# Ismet Spahić
Hfz. Ismet ef. Spahić  (Puhovac pokraj Zenice, 1940. – 9. studenoga 2024.) bio je bošnjački teolog, nekadašnji naibu-reis.

## Životopis
Ismet Spahić je rođen 1940. godine u mjestu Puhovac pokraj Zenice.  Gazi Husrev-begovu medresu u Sarajevu je završio 1959. godine. Ekonomiju je završio u Zagrebu 1968. godine. Studij je nastavio u Beogradu. Imamsku dužnost je započeo u Visokom 1962. godine. Od 1965. do 1978. godine bio je glavni imam na području Medžlisa Islamske zajednice Visoko. Muderis u Gazi Husrev-begovoj medresi je bio od 1978. godine. Hafiz je postao 1980. godine. Prvim imamom i hatibom Gazi Husrev-begove džamije u Sarajevu je imenovan 1985. godine. 
Za zamjenika naibu-reisa je izabran 1993. godine. Godine 1998. je izabran za naibu-reisa i na toj se dužnosti zadržao do 2012. godine. Vršitelj dužnosti ravnatelja Gazi Husrev-begove medrese je bio od 1998. godine. Objavljivao u Preporodu i u drugim islamskim listovima i časopisima. Godine 2000. objavio je knjigu Hutbe
Tijekom opsade Sarajeva, 23. kolovoza 1993. godine u masakru u ulici Halači, u redu za vodu osam građana je ubijeno, a troje ranjeno od minobacačke granate koja je ispaljena sa srpskih položaja. Tog dana ubijeni su tri kćerke (Meliha Muratović-Spahić, Almasa Spahić, Mahira Spahić i Ismet Suljić) i unuka Ismeta ef. Spahića.
Nad njihovim mezarima naibu-reis Ismet ef. Spahić je rekao:

## Vanjske povezice
- Na prijedlog gradonačelnika Abdulaha Skake, Gradsko vijeće Grada Sarajeva dodijelilo je uvaženom hafizu Ismetu ef. Spahiću